# Ted Levine
Frank Theodore «Ted» Levine (Bellaire, Ohio; 29 de mayo de 1957) es un actor estadounidense de cine y televisión. Es famoso por interpretar figuras de autoridad, como policías, diputados y militares de alto rango.

## Biografía
Debutó en cine en 1987 con la película Ironweed. Entre sus personajes más conocidos están el del asesino en serie Jame "Buffalo Bill" Gumb en la clásica cinta ganadora del Óscar The Silence of the Lambs (1991) y el del sargento Tanner en The Fast and the Furious (2001), además del que interpretó en la conocida película Shutter Island, de Martin Scorsese.
En televisión es conocido por interpretar al astronauta Alan B. Shepard Jr. en la miniserie de 1998 de HBO De la Tierra a la Luna y, sobre todo, el papel del capitán Leland Stottlemeyer en la serie de televisión detectivesca Monk, al cual interpretó durante 8 temporadas (2002-2009).
En la serie The Bridge interpretó al teniente Hank Wade (2013-2014), y en The Alienist encarnó al retirado comisionado de policía Thomas Byrnes (2018-2020).

## Filmografía

### Cine y televisión
- Crime Story (1986-1988) ... Frank Holman
- Ironweed (1987) ... Pocono Pete
- Betrayed (1988) ... Wes
- Next of Kin (1989) ... Willy Simpson
- El Sueño de Mary Gray (1989)...Jonathan
- The Silence of the Lambs (1991) ... Jame Buffalo Bill Gumb
- Death Train (1992) ... Alex Tierney
- Nowhere to Run (1993) ... Mr. Dunston
- The Last Outlaw (1994) ... Sgt. Potts
- Georgia (1995) ... Jake
- The Mangler (1995) ... Agente John Hunton
- Heat (1995) ... Bosko
- Bullet (1996) ... Louis Stein
- Switchback (1997) ... Deputy Nate Booker
- Flubber (1997) ... Wesson
- From the Earth to the Moon (1998) (miniserie) ... Alan Shepard
- Moby Dick (1998) ... Starbuck
- Wild Wild West (1999) ... General 'Bloodbath' McGrath
- Evolution (2001) ... General Russell Woodman
- The Fast and the Furious (2001) ... Sgt. Tanner
- Joy Ride (2001) (no acreditado) ... Rusty Nail
- Ali (2001) ... Joe Smiley
- Monk (2002-2009) ... Leland Stottlemeyer
- The Truth About Charlie (2002) ... Emil Zadapec
- Wonderland (2003) ... Sam Nico
- The Manchurian Candidate (2004) ... Coronel Howard
- Memoirs of a Geisha (2005) ... Coronel Derricks
- Las colinas tienen ojos (2006) ... Big Bob
- El asesinato de Jesse James por el cobarde Robert Ford (2007) ... Sheriff James
- American Gangster (2007) ... Toback
- Shutter Island (2010) ... alcaide de la isla
- Gossip Girl (2011-2012) ... agente del FBI
- Little Boy (2015) ... Sam
- Ray Donovan (2016) ... Bill Primm
- A Midsummer Night's Dream (2017) ... Theseus
- Bottom of the World (2017) ...   el predicador
- Jurassic World: El reino caído (2018) ...
- Starbright (2018) ... Bud
- A Violent Separation (2018) ... Ed Quinn
- The Alienist (2018-2020) ... Thomas Byrnes
- The Report (2018) ... John Brennan[1]
- A Violent Separation (2019) ... Ed Quinn